# Henry Ehlers
Henry Ehlers (* 1897 in Aachen; † 1988) war ein deutscher Grafiker, der in München lebte und arbeitete.

## Leben
Ehlers schuf Werbeplakate für etliche Firmen wie BMW, Rotti Suppenwürze, Erdinger Weißbier oder das Herrenmodehaus Hansen & Co in Köln. Von 1928 bis 1938 war er als Hausgrafiker des jüdischen Textil-Einzelhandelsunternehmens Bamberger & Hertz mit Standorten in Leipzig, Köln, Frankfurt/Main, Saarbrücken, Stuttgart und München tätig, für die er das dunkle geheimnisvolle, Hut und langen Mantel tragende Leitmotiv entwarf: „der freundliche Herr“, die Bildmarke der Unternehmensgruppe.
Der grafische Stil von Henry Ehlers ist einzigartig im deutschsprachigen Raum: Seine Formen sind streng geometrisch gegliedert, geprägt vom Art déco. Diese strengen Kompositionen werden kombiniert mit manchmal absurden, fast dadaistischen Werbebotschaften. Ganz besonders die Plakate für Bamberger & Hertz sind eindringlich.
Seine Werbegrafiken werden als Kunstwerke gehandelt. Eines seiner Plakate gehört zur Dauerausstellung des MoMA New York.

## Werk
Ehlers schuf Plakate für BMW, Textilhaus Bamberger & Hertz, Leuchten Ehrlicher, Hirmer & Co., Hansen,
sowie:
- Umschlag des „Münchner Hefts“ der Zeitschrift Gebrauchsgraphik (Heft 8, Jahrgang 2)
- Plakat „Das große SS-Frühlingsfest“ (im Bürgerbräukeller, München)